# Sophie-Augusta d'Anhalt-Zerbst
Sophie Auguste d'Anhalt-Zerbst (9 mars 1663 – 14 septembre 1694), est une noble allemande, membre de la Maison d'Ascanie et par mariage duchesse de Saxe-Weimar.
Née à Zerbst, elle est le onzième des quatorze enfants nés du mariage de Jean VI d'Anhalt-Zerbst et Sophie-Augusta de Holstein-Gottorp.

## Biographie
A Zerbst le 11 octobre 1685, Sophie Auguste épouse Jean-Ernest III de Saxe-Weimar. Ils ont cinq enfants, dont seulement deux arrivent à l'âge adulte:
1. Jean-Guillaume, Prince Héréditaire de Saxe-Weimar (Weimar, 4 juin 1686 - Weimar, le 14 octobre 1686).
2. Ernest-Auguste Ier de Saxe-Weimar-Eisenach (Weimar, 19 avril 1688 - Eisenach, 19 janvier 1748), plus tard héritier de Eisenach et d'Iéna.
3. Éléonore Christiane (Weimar, 15 avril 1689 - Weimar, 7 février 1690).
4. Johanna Auguste (Weimar, 6 juillet 1690 - Weimar, 24 août 1691).
5. Johanna Charlotte (Weimar, 23 novembre 1693 - Weimar, 2 mars 1751).